# 花68線
花68線（中平－高寮），起點花蓮縣卓溪鄉太平村中興，終點花蓮縣玉里鎮觀音里高寮，全長6.495公里。

## 路線特色
原路段為中平－太平（3.013公里），民國108年（2019年）12月18日由中華民國交通部公告調整路線延伸至高寮。
路線連接台九線花東公路及縣道193號，其中高寮大橋聯繫秀姑巒溪兩岸交通，亦是前往赤科山的要道之一。
本鄉道的高寮大橋，於2022年9月18日的2022年台東地震遭到震毀，後施作臨時便道通行。

## 途經鄉鎮
- 卓溪鄉：太平村中興部落[8]→英空軍失事紀念碑→太平村聯絡道路（左轉與 台9線花東公路共線）→卓溪鄉立運動場→中平派出所→卓溪鄉玉里鎮界
- 玉里鎮：卓溪鄉玉里鎮界→和平圳（左往太平橋接 花69線，並共線約900公尺）→ 台9線花東公路（共線約140公尺）→左轉高寮大橋→觀音里高寮（接 縣道193號及赤科山產業道路）